# Telex
A telex (hivatalos megnevezéssel: távgépíró vagy géptávíró) géppel írt szöveg átvitelére szolgáló, kapcsolt hálózaton működő távközlési rendszer. A név az angol teletypewriter exchange („távíróközpont”) kifejezés előtagjainak összevonásából származik. Működése a telefonhálózathoz hasonlatos: két telexgép között (manuális vagy automatikus) központokon keresztül felépített összeköttetésen lehet levelezni; azonban a két hálózat egymástól független, eltérő szabványokkal és hívószámrendszerrel. További különbség, hogy – a telefonnal ellentétben – a telex nem analóg, hanem digitális jeleket használ az információ továbbítására: „az egyes betűk billentyűinek lenyomásánál a készülék az illető betűnek megfelelő áramlökéseket továbbít a vele vezetékkel összekapcsolt másik távgépírókészülékhez”.

## A telexgép

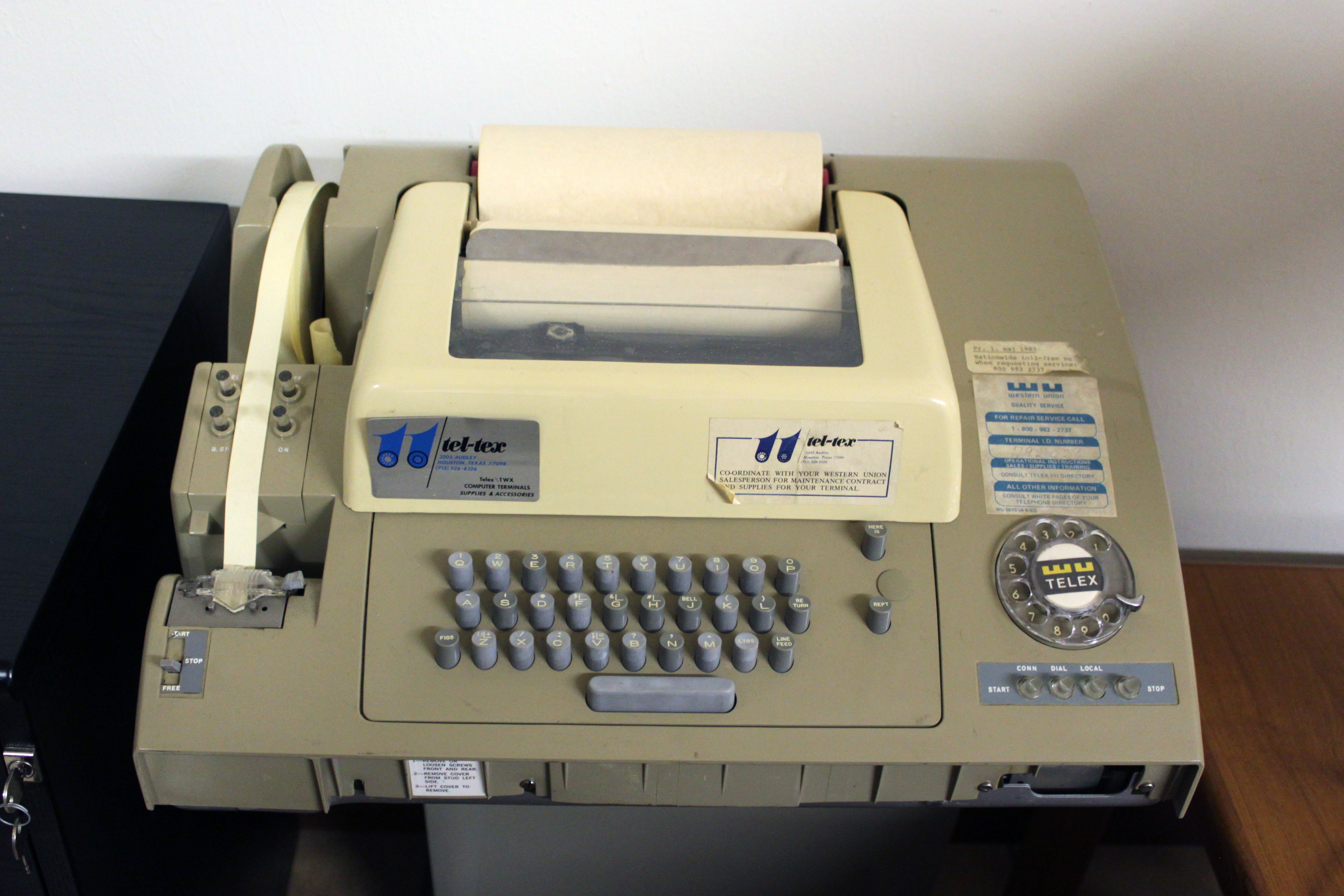
Telexgép

A végberendezés – a telexgép – írógéphez hasonló, azonban tartozik hozzá egy központhívó doboz és egy lyukszalagos egység is. Az előbbi a központ felhívására és bontásra szolgál; automata hálózatban pedig a hívott számának bevitelére egy számtárcsát is tartalmaz (a kép jobb oldalán). Lyukszalagon előre lehet rögzíteni a levelet, amelyet a hívás felépülte után beolvasva gyorsan – és akkár több címzettnek – el lehet küldeni (a kép bal oldalán). Az ötbites kód átviteli sebessége 50 baud, ami másodpercenként 6 ⅔, percenként 400 karakternek felel meg. (Összehasonlításul: a gépírás a 2003-ból származó sebességi világrekordja 955 leütés percenként.) A telexgép jellegzetes hangja hírműsorokban ma is gyakran hallható.

## Története

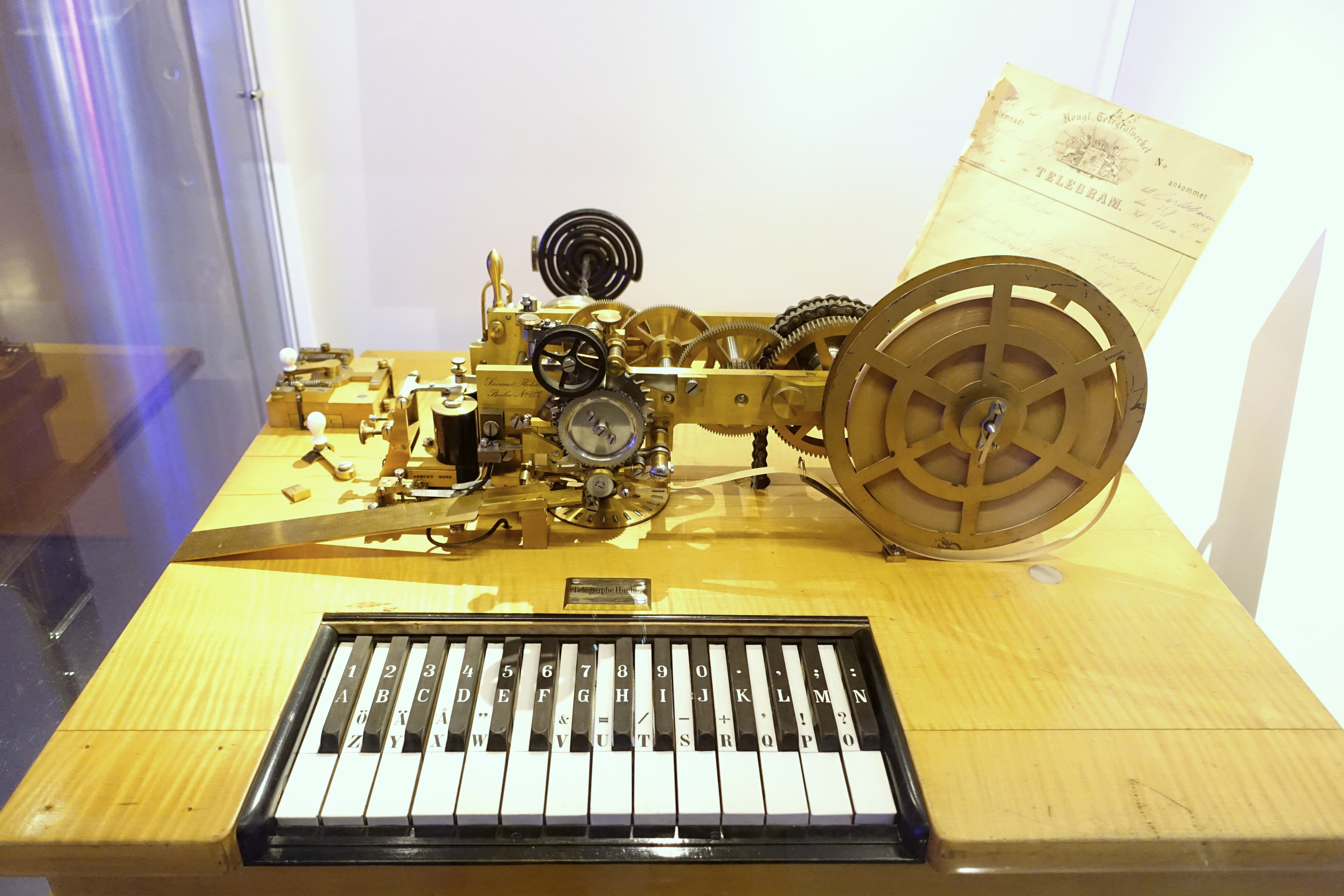
Hughes-féle távíró

Szöveges üzenetek átvitelét először a 19. század közepén létesített távíróvonalak tették levhetővé, de az ott alkalmazott, pontokból és vonalakból álló morzekódot csak a beavatottak tudták olvasni. A Hughes-féle, papírszalagra betűket nyomtató távíró ugyancsak ekkortájt jelent meg, de csak lassabb átvitelt tett lehetővé.
Mindkét rendszer pont-pont közötti összeköttetést valósított meg, azaz egy adott gépről csak egyetlen másikra lehetett táviratot küldeni. Ezen segített a 20. század harmincas éveiben a telexhálózat, ahol már tetszőlegesen össze lehetett kapcsolni az állomásokat.
Az Egyesült Királyságban 1932. augusztus 15-én nyitotta meg a brit posta a nyilvános szolgáltatást, Németországban 1933-ban debütált a telex. A nemzeti hálózatokat elkezdték összekapcsolni:1942-ben a Harmadik Birodalom, Svájc, Franciaország, Anglia, Hollandia, Dánia, Belgium, Szlovákia és Magyarország telexelőfizetői tudtak egymással – kezelő közreműködésével – levelezni. A telex a második világháború után világszerte gyorsan tért hódított, s a 80-as évekig az elektronikus szövegtovábbítás egyeduralkodó módja volt – amíg a telefax (és később az e-mail) át nem vette a helyét.

## A magyar telexhálózat története
Magyarországon 1942 áprilisában 27 előfizetővel indul meg a nyilvános, kézikapcsolású távgépírószolgálat.  Az előfizetők száma 1944-re 67-re emelkedik, de a háború után mindössze három állomás marad működőképes. 1953-ban kezdi meg működését Budapesten a „roncs-alkatrészekből” épített automata telexközpont, amely 143 budapesti és 76 vidéki előfizetőt szolgál ki. A kimenő nemzetközi távválasztást 1964-ben vezetik be. Az ezredik telexgépet 1965-ben, a kétezrediket 1969-ban, az ötezer-hatszázadikat 1975-ben kapcsolják be.
1981-ben helyezik üzembe Budapesten a japán Nippon Electric Company (NEC) által gyártott NEDIX–510A típusú, számítógépvezérlésű, időosztásos távíró- és adatközpontot, amely kevesebb mint egy évtizedig működik. 1990-ben Siemens-gyártmányú EWSP-központra cserélik a budapesti és a debreceni központot. A vidéki, kisebb kapacitású központokat a francia Sagem elektronizálja: 1990-ben Szombathely és Szolnok, 1991-ben Kaposvár és Miskolc kap tároltprogram-vezérlésű központot. Az országban ekkor 27 telexközpont működik, az előfizetők száma eléri a csúcsát: több mint 14 ezer hazai cég rendelkezik telexkészülékkel.
Bő egy évtizeddel később, 2002 februárjában – ekkor már csak 83 magyarországi előfizető volt – a még működő állomásokat a szlovák hálózatra terhelik át, és június 5-én ünnepélyesen kikapcsolják az utolsó hazai telexközpontot. Ezzel a telexhálózatok világa itthon hatvan év elteltével a technikatörténet részévé vált. Magát a telexszolgáltatást a Matáv Rt. 2003. december 31-én szünteti meg.

## A magyar telexhálózat 1980-ban
A hálózat ekkor közvetlen vezérlésű központokból áll. Felső szintjén hat – félkövér szedéssel jelölt – gócközpont alkot szövevényes hálózatot (vagyis minden központ össze van kötve minden másikkal). A hívószám első jegye jelöl ki a gócközpontot (Pécs: 1, Budapest: 2, és így tovább). A második számjegy a gócközponthoz csillaghálózatban kapcsolódó végközpontokat jelöli ki (például Szombathely: 37, Keszthely: 33, és így tovább). A hálózatban két mellékközpont is van, a Győrhöz kapcsolódó Sopron és a Budapesthez kapcsolódó Salgótarján; az ő központkijelölő számuk három jegyű. Az alábbi térképen az egy gócközponthoz tartozó központok azonos háttérszínnel vannak jelölve. A körrel jelölt központ TW–55 rendszerű (lépésenkénti vezérlésű, emelő-választógépes), a négyzet TWK (keresztrudas) központot mutat. Valmennyi központot az NDK-beli RFT gyártotta.
 emelő-választógépes gócközpont

 emelő-választógépes végközpont

## A tovább élő telex

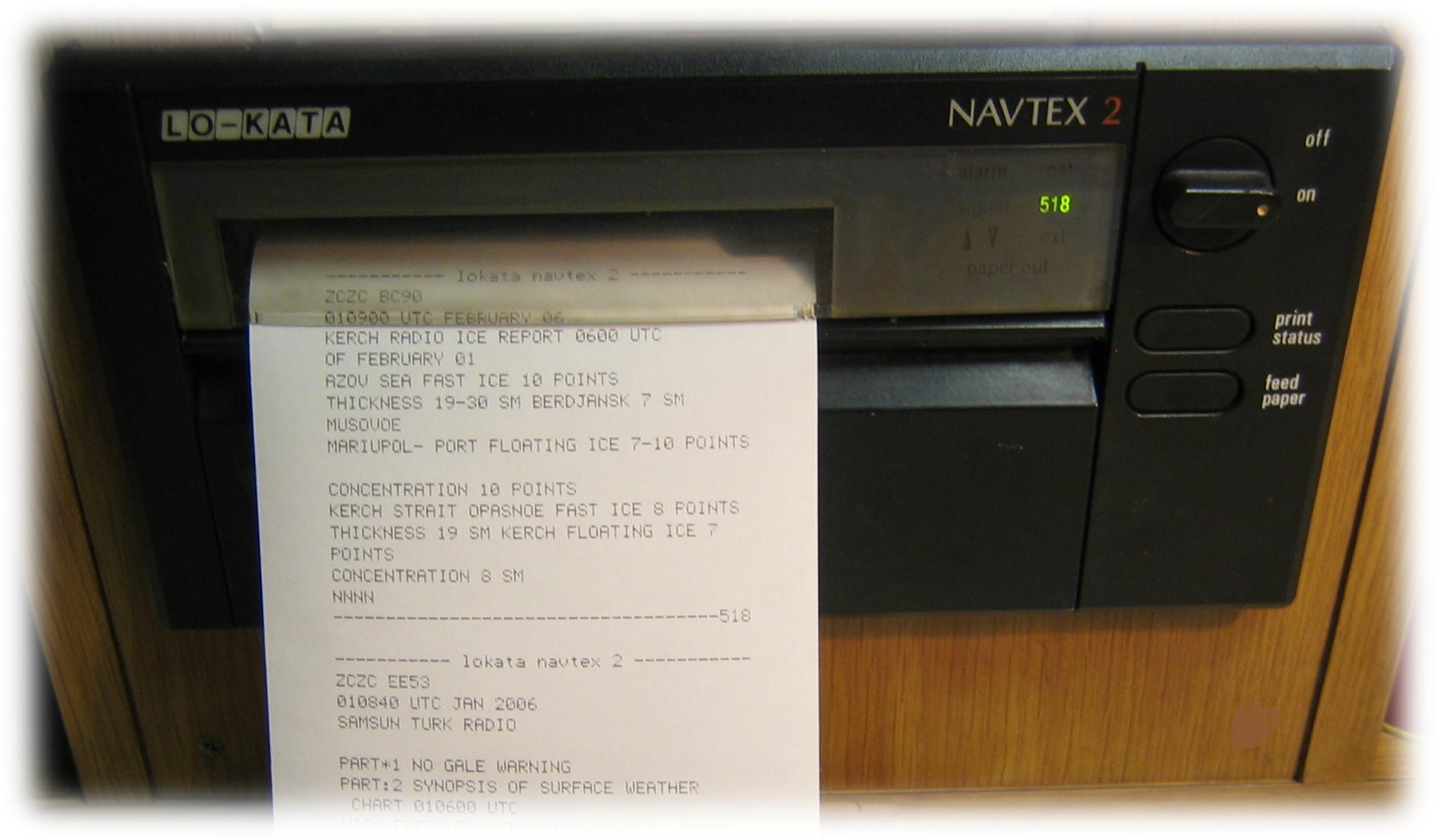
Navtex

A telex korántsem tűnt el: a rövidhullámú, vezeték nélküli rádiótelexet ma is használják a katonai, polgári, állam- és rendvédelmi szervek, diplomáciai testületek, légiforgalmi és meteorológiai szolgálatok – és a rádióamatőrök.
A navtex (NAVigational TEXt Messages) a tengerhajózásban használatos GMDSS-hálózat (Globális Tengeri Vészhelyzeti és Biztonsági Rendszer) része, segítségével hajóknak lehet időjárási adatokat és figyelmeztető üzeneteket küldeni.